# Emmanuel Sanders
Emmanuel Niamiah Sanders (Bellville, 17 de março de 1987) é um ex-jogador de futebol americano que jogava como wide receiver na National Football League (NFL). Sanders jogou futebol americano universitário na Universidade Metodista Meridional e foi selecionado pelo Pittsburgh Steelers na terceira rodada do Draft da NFL de 2010.

## Carreira na escola secundária
Sanders frequentou a Bellville High School em Bellville, Texas, na qual se destacava em quatro esportes: futebol americano, basquete, beisebol e atletismo.
No futebol americano, esporte em que teve mais notabilidade, Sanders jogou como Running Back, Wide receiver e Safety. Em seu último ano, Sanderscorreu para 499 jardas com seis touchdowns, recebeu 24 passes para 414 jardas e um touchdown. Na defesa, ele registrou 49 tackles e três interceptações. Ele foi nomeado MVP do time após sua última temporada. Ao todo, ele ganhou sete honras All-District durante sua carreira no ensino médio.
Considerado apenas como um recruta de duas estrelas pelos sites Rivals.com e Scout.com, Sanders escolheu a Universidade Metodista Meridional rejeitando bolsas de estudo de Universidade Cristã do Texas, Universidade do Kansas, Universidade Baylor e Universidade de Houston.

## Carreira na faculdade
Depois de se formar no ensino médio, Sanders foi titular nos seus três anos na Universidade Metodista Meridional. Como calouro, Sanders teve 46 recepções para 605 jardas e nove touchdowns. Como um estudante de segundo ano, ele teve 74 recepções para 889 jardas e nove touchdowns. Em seu terceiro ano, ele teve 67 recepções para 958 jardas e nove touchdowns. Em seu último ano, ele teve 98 recepções para 1.339 jardas e sete touchdowns. Além disso, ele teve uma média de 13,8 jardas em 20 retornos de punt com um touchdown.

### Estatísticas da faculdade
| Emmanuel Sanders | Emmanuel Sanders | Emmanuel Sanders | Recebendo | Recebendo | Recebendo |
| Ano              | Equipe           | Jogos            | Rec       | Jardas    | TDs       |
| ---------------- | ---------------- | ---------------- | --------- | --------- | --------- |
| 2006             | SMU              | 12               | 46        | 605       | 9         |
| 2007             | SMU              | 12               | 74        | 889       | 9         |
| 2008             | SMU              | 10               | 67        | 958       | 9         |
| 2009             | SMU              | 13               | 98        | 1 339     | 7         |
| Total            | Total            | 47               | 285       | 3 791     | 34        |

Fonte: 

## Carreira profissional
| Altura                          | Peso  | Comprimento do braço | Tamanho da mão | Corrida de 40 jardas | Corrida de 10 jardas | 20-ss  | 3-cone | Salto vertical | Amplo  | BP      |
| ------------------------------- | ----- | -------------------- | -------------- | -------------------- | -------------------- | ------ | ------ | -------------- | ------ | ------- |
| 1,80 m                          | 84 kg | 0,81 m               | 0,23 m         | 4,39 s               | 1,49 s               | 4,10 s | 6,60 s | 1,00 m         | 3,20 m | 12 reps |
| Todos os valores da NFL Combine |       |                      |                |                      |                      |        |        |                |        |         |

### Pittsburgh Steelers
O Pittsburgh Steelers selecionou Sanders na terceira rodada (82ª escolha geral) no Draft de 2010. Ele foi o sétimo wide receiver selecionado e foi o primeiro de dois wide receivers selecionados pelos Steelers em 2010, junto com Antonio Brown.

#### 2010
Em 15 de junho de 2010, o Pittsburgh Steelers assinou com Sanders um contrato no valor de US $ 1,80 milhão por três anos, que inclui um bônus de assinatura de US $ 586.000.
Ao longo dos treinos, Sanders competiu pela quarta posição de wide receiver na tabela de profundidade contra Antonio Brown e Tyler Grisham. O técnico Mike Tomlin nomeou Sanders como o quinto receptor no começo da temporada regular, atrás de Hines Ward, Mike Wallace, Antwaan Randle El e Arnaz Battle.
Ele fez sua estreia profissional na temporada regular na vitória de 15-9 na abertura da temporada contra o Atlanta Falcons. Ele não jogou nos próximos três jogos (Semanas 2-4) depois que a equipe de treinadores dos Steelers optou por usar Antonio Brown nos times especiais.
Em 17 de outubro de 2010, Sanders conseguiu sua primeira recepção na carreira, um passe de 22 jardas do quarterback Ben Roethlisberger no segundo quarto. Ele terminou a vitória dos Steelers por 28-10 contra o Cleveland Browns com duas recepções para 37 jardas. Após a semana 9, Sanders recebeu maior tempo de jogo depois de ultrapassar Antwaan Randle El na tabela de profundidade e se tornar o terceiro wide receiver.
Na semana 10, ele recebeu cinco passes para 41 jardas e marcou seu primeiro touchdown na derrota por 39-26 para o New England Patriots. Sua primeira recepção para touchdown na carreira veio em um passe de seis jardas do quarterback Ben Roethlisberger no quarto quarto. Em 19 de dezembro de 2010, Sanders teve sete passes para 78 jardas em uma derrota por 22-17 para o New York Jets. Na semana 17, ele teve seu primeiro jogo como titular depois que o técnico Mike Tomlin decidiu poupar seus titulares para evitar lesões. Sanders teve apenas uma recepção para 16 na vitória por 41-9 sobre o Cleveland Browns.
Sanders terminou seu ano de estreia com 28 recepções para 376 jardas e dois touchdowns em 13 jogos. Ele também teve 25 retornos para 628 jardas e registrou dez tackles jogando pelas equipes especiais.
Durante a temporada de 2010, Sanders, Wallace e Brown tornaram-se coletivamente conhecidos como "Young Money Family" ou "Young Money Crew", inspirados pelo rapper Lil Wayne. Dentro do grupo, Sanders era às vezes chamado de "Easy Money", já que sua inicial é "E". O trio de wide receiver também recebeu o apelido de "Bugatti Boys".
O Pittsburgh Steelers terminou a temporada de 2010 no topo da AFC North, com um recorde de 12-4 e garantiu um descanso na primeira rodada dos playoffs. Em 15 de janeiro de 2011, Sanders jogou em seu primeiro jogo de playoffs da carreira e recebeu quatro passes para 54 jardas na vitória dos Steelers por 31-24 sobre o Baltimore Ravens no Divisional Round. Eles se classificaram para o Super Bowl depois de derrotar o New York Jets por 24-19 na Final da AFC.
Em 6 de fevereiro de 2011, Sanders jogou no Super Bowl XLV e teve duas recepções para 17 jardas antes de sair no segundo quarto depois de sofrer uma lesão no pé. Ele foi imediatamente levado para fora do campo e foi incapaz de retornar. O Pittsburgh Steelers perdeu o Super Bowl por 31-25 para o Green Bay Packers. Descobriu-se que Sanders tinha fraturado o pé durante o jogo.

#### 2011
Em 4 de abril de 2011, Sanders passou por uma cirurgia no pé depois da lesão no Super Bowl XLV. Sanders entrou no campo de treinamento competindo contra Antonio Brown e Antwaan Randle El pela terceira posição de wide receiver. Ele não pôde jogar nos três primeiros jogos da pré-temporada depois de desenvolver uma fratura por estresse no pé. Ele foi nomeado o quarto wide receiver na tabela de profundidade no começo da temporada regular, atrás de Hines Ward, Mike Wallace e Antonio Brown.
Em 23 de outubro de 2011, ele fez cinco recepções para 46 jardas e um touchdown durante uma vitória de 32-20 sobre o Arizona Cardinals. Na semana 8, Sanders teve 70 jardas em cinco recepções durante a vitória dos Steelers por 25-17 contra o New England Patriots. Ele perdeu os próximos dois jogos consecutivos (semanas 9-10) depois de passar por uma artroscopia no joelho. Sanders perdeu mais três jogos durante a temporada (semanas 14-16) depois de desenvolver inflamação no pé esquerdo.
Ele terminou a temporada de 2011 com 22 recepções para 288 jardas e dois touchdowns em 11 jogos. Em 8 de janeiro de 2012, Sanders recebeu seis passes para 81 jardas durante uma derrota por 29-23 para o Denver Broncos no Wild Card dos playoffs.

#### 2012

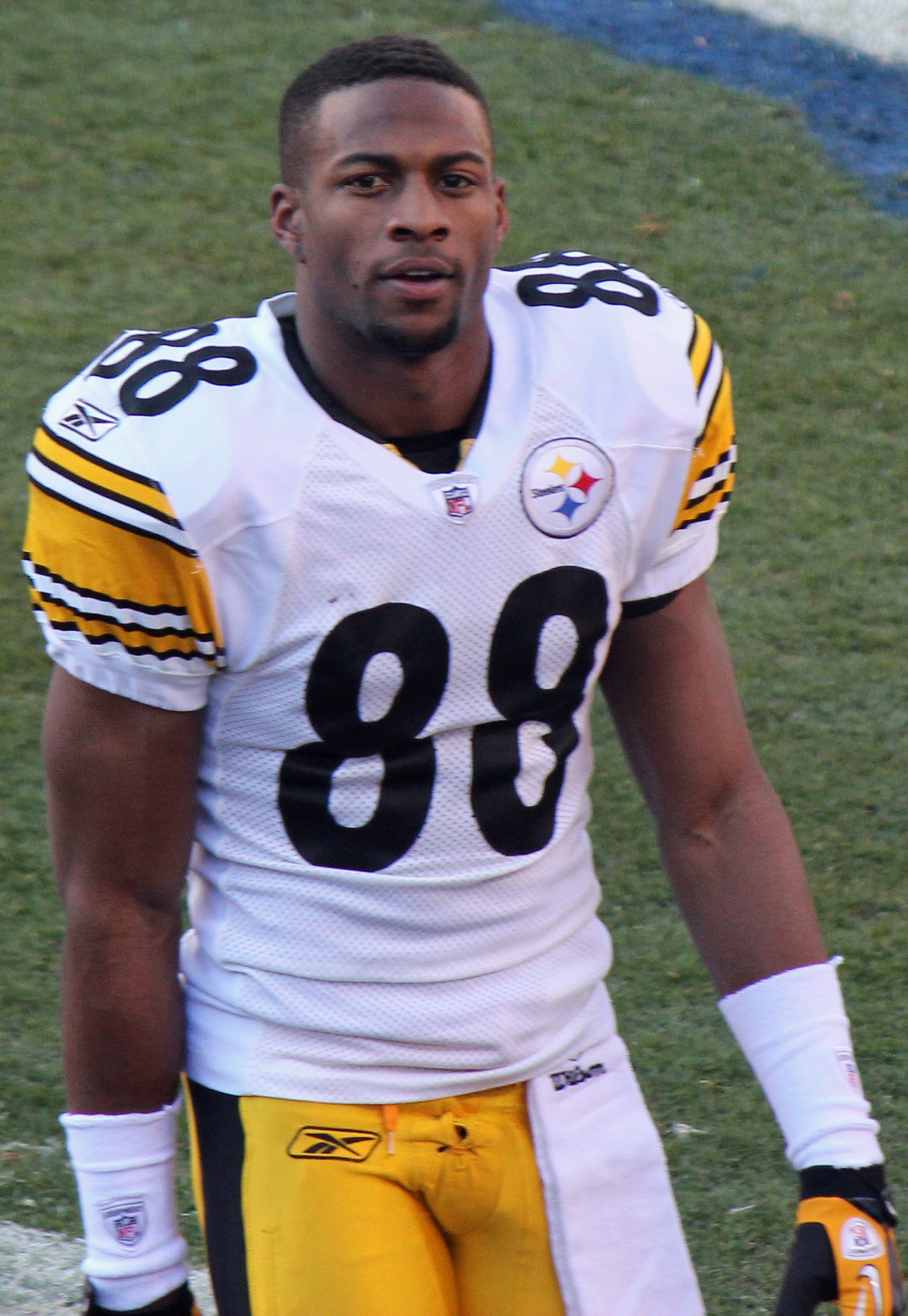
Sanders no Pittsburgh Steelers em 2012

A temporada de entressafra de 2011–2012 viu a aposentadoria de Hines Ward e a saída do coordenador ofensivo Bruce Arians. Sanders entrou nos treinamentos como o terceiro wide receiver no gráfico de profundidade. O treinador Mike Tomlin nomeou Sanders como o terceiro wide receiver no começo da temporada regular, atrás de Mike Wallace e Antonio Brown.
Em 21 de outubro de 2012, Sanders teve seu segundo jogo como titular e pegou dois passes para 40 jardas durante uma vitória por 24-17 contra o Cincinnati Bengals. Durante o quarto período, Sanders sofreu uma contusão na perna com os Steelers liderando por 24-1. Embora os Steelers ainda tivessem um timeout, pensou-se que Sanders havia falsificado a cãibra nas pernas para parar o relógio. Em 9 de novembro de 2012, a liga multou Sanders em US $ 15.000 e os Steelers em US $ 35.000 pelo incidente. O vice-presidente de operações da NFL, Ray Anderson, usou evidências em vídeo de Sanders correndo com seus companheiros de equipe, como prova de que a lesão era falsa. Esta foi a primeira vez na história da liga que um jogador foi multado por fingir uma lesão.
Na semana 9, Sanders pegou dois passes de 20 jardas e um touchdown de quatro jardas, seu único na temporada, na vitória por 24-20 contra o New York Giants. Em 18 de novembro de 2012, ele teve três recepções para 82 jardas durante uma derrota por 13-10 para o Baltimore Ravens. Na semana seguinte, ele teve cinco passes para 75 jardas na derrota por 20-14 contra o Cleveland Browns.
Ele terminou a temporada de 2012 com 44 recepções para 626 jardas e um touchdown em 16 jogos. O Pittsburgh Steelers terminou com um recorde de 8-8 e não se qualificou para os playoffs.

#### 2013
Em 12 de março de 2013, o Pittsburgh Steelers deixou Sanders ser agente livre restrito. Isso deu aos Steelers o direito de ter uma escolha de terceira rodada de qualquer equipe que assinasse com Sanders ou a opção de igualar qualquer oferta de contrato que lhe fosse proposto. Em 15 de março de 2013, Sanders participou de uma visita privada ao New England Patriots e recebeu um proposta. Em 10 de abril de 2013, Sanders aceitou a proposta e os Steelers tiveram cinco dias para corresponder. Em 14 de abril de 2013, os Steelers igualaram a proposta e mantiveram Sanders para a temporada de 2013.
O treinador Mike Tomlin nomeou Sanders e Antonio Brown como os wide receivers titulares no começo da temporada regular, depois que Mike Wallace foi para o Miami Dolphins. Na abertura da temporada contra o Tennessee Titans, ele pegou sete passes para 57 jardas durante uma derrota por 16-9. Na semana 6, Sanders registrou três recepções para 70 jardas e um touchdown de 55 jardas na vitória por 19-6 no New York Jets. Em 27 de outubro de 2013, ele teve sete recepções para 88 jardas e um touchdown na derrota por 21-18 para o Oakland Raiders.
Ele terminou sua última temporada com o Pittsburgh Steelers, com 67 recepções para 740 jardas e seis touchdowns em 16 jogos.

#### 2014
Sanders tornou-se um agente livre depois de 2013 e foi um jogador muito procurado. Ele recebeu ofertas do New England Patriots, Oakland Raiders, Kansas City Chiefs, Denver Broncos, Jacksonville Jaguars e Tampa Bay Buccaneers e também teve uma visita planejada com o San Francisco 49ers. O Pittsburgh Steelers não ofereceu uma extensão de contrato a Sanders.

### Denver Broncos

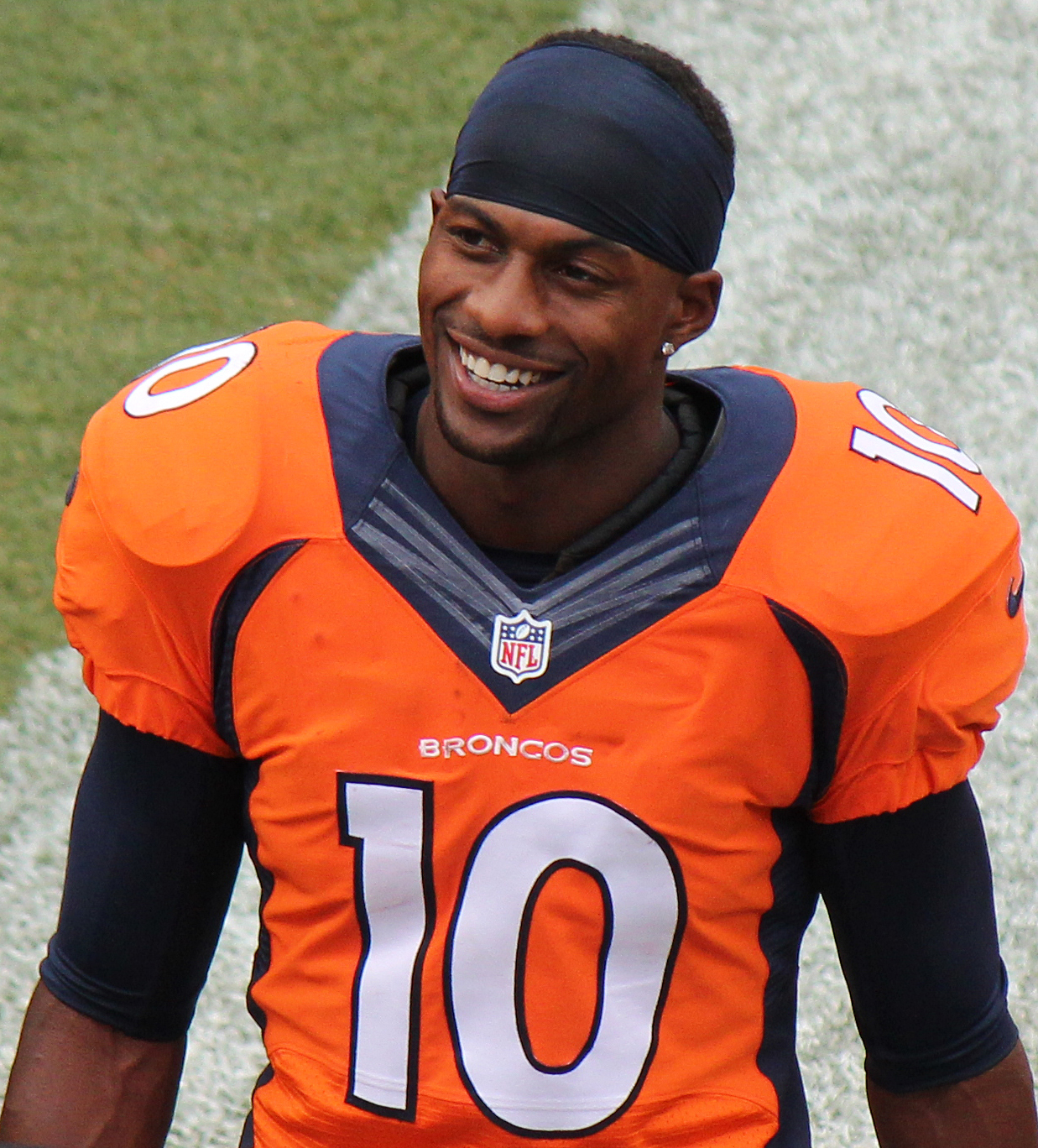
Sanders com o Denver Broncos em 2014

Em 15 de março de 2014, o Denver Broncos assinou contrato com Sanders de três anos no valor de US $ 15 milhões, que inclui US $ 6 milhões garantidos e um bônus de assinatura de US $ 3 milhões. No dia seguinte, executivos representando os Kansas City Chiefs reclamaram que o agente de Sanders, Steve Weinberg, havia aceitado um acordo com os Chiefs primeiro.
Sanders foi contratado para substituir Eric Decker que foi para o New York Jets. O Treinador John Fox o nomeou como wide receiver titular ao lado de Demaryius Thomas e Wes Welker.
Ele estreou na abertura da temporada contra o Indianapolis Colts e registrou seis recepções para 77 jardas na vitória por 31-24. Na semana 3, Sanders recebeu 11 passes para 149 jardas na derrota de 26-20 para o Seattle Seahawks. Em 19 de outubro de 2014, Sanders recebeu três passes para 41 jardas e fez sua primeira recepção para touchdown na vitória sobre o San Francisco 49ers por 42-17. Na semana seguinte, Sanders recebeu nove passes para 120 jardas e três touchdowns na vitória por 35-21 sobre o San Diego Chargers.
Em 16 de novembro de 2014, ele sofreu uma concussão após ser atingido por Rodney McLeod, safety dos Rams, durante a derrota por 22-7 contra o St. Louis Rams. Na semana 9, Sanders fez dez recepções para 151 jardas durante uma derrota por 43-21 para o New England Patriots.
Sanders terminou a temporada de 2014 com os melhores números de sua carreira em recepções (101), jardas (1,404) e touchdowns (nove) e foi titular em todos os 16 jogos.  Como resultado de sua temporada de sucesso em 2014, Sanders fez sua primeira aparição no Pro Bowl.
O Denver Broncos terminou em primeiro na AFC West com um recorde de 12-4 e recebeu folga na primeira rodada dos playoffs. Em 11 de janeiro de 2015, Sanders foi titular em seu primeiro jogo de playoffs e recebeu sete passes para 46 jardas, com os Broncos perdendo por 24-13 para o Indianapolis Colts no Divisional Round.

#### 2015
Em 12 de janeiro de 2015, o Denver Broncos demitiu o técnico John Fox fazendo com que Sanders tenha apenas uma temporada com o treinador e o coordenador ofensivo Adam Gase. Em 19 de janeiro de 2015, o gerente geral do Denver Broncos, John Elway, anunciou que a contratação do coordenador ofensivo do Baltimore Ravens, Gary Kubiak, como o novo treinador do Broncos.
O coordenador ofensivo Rick Dennison nomeou Sanders e Demaryius Thomas como os wide receivers titulares no começo da temporada regular. Sanders não jogou na vitória dos Broncos na semana 11 contra o Chicago Bears devido a uma lesão no tornozelo. Em 20 de dezembro de 2015, Sanders fez dez recepções para 181 jardas e um touchdown em uma derrota por 34-27 para sua antiga equipe, o Pittsburgh Steelers.
Sanders terminou a temporada de 2015 com 76 recepções, 1.135 jardas e seis touchdowns em 15 jogos. Esta também foi a única temporada de Sanders como retornador de punt dos Broncos, quando ele terminou com 17 retornos de punt para 103 jardas. O Pro Football Focus deu a Sanders uma nota geral de 86,2, ficando em 13º lugar entre todos os wide receiver.
O Denver Broncos terminou a temporada no topo da AFC West com um recorde de 12-4 e ficou em 1° na AFC, ganhando uma folga na primeira rodada dos playoffs. Em 17 de janeiro de 2016, Sanders teve cinco recepções para 85 jardas durante a vitória por 23-16 sobre o Pittsburgh Steelers no Divisional Round. Na semana seguinte, os Broncos derrotaram o New England Patriots na Final da AFC.
Em 7 de fevereiro de 2016, Sanders liderou todos os receptores em ambas as equipes com seis recepções para 83 jardas, enquanto os Broncos derrotaram o Carolina Panthers por 24-10 para ganhar o Super Bowl 50.
Ele foi classificado em 74º por seus companheiros jogadores no NFL Top 100 Players of 2016.

#### 2016
Em 7 de setembro de 2016, o Denver Broncos assinou com Sanders uma extensão de contrato de US $ 33 milhões por três anos, que incluiu US $ 20 milhões garantidos e um bônus de assinatura de US $ 10,75 milhões.
A off-season viu a aposentadoria de Peyton Manning e a saída de Brock Osweiler na free agency. Sanders e Thomas continuaram como a dupla titular de wide receiver com Trevor Siemian como seu novo quarterback. Na semana 3, ele recebeu nove passes para 117 jardas e dois touchdowns durante a vitória por 29-17 contra Cincinnati Bengals. Em 27 de novembro de 2016, Sanders registrou sete recepções para 172 jardas e um touchdown quando os Broncos foram derrotados por 30-27 pelo Kansas City Chiefs. Em 11 de dezembro de 2016, ele acumulou 11 recepções para 100 jardas e um touchdown em sua derrota por 13-10 para o Tennessee Titans.
Ele terminou a temporada de 2016 com 79 recepções, 1.032 jardas e cinco touchdowns em 16 jogos. Isso marcou a terceira temporada consecutiva de Sanders com mais de 1.000 jardas de recebimento. O Denver Broncos terminou em terceiro na AFC West com um recorde de 9-7 e não se classificou para os playoffs.

#### 2017
Em 2 de janeiro de 2017, o treinador Gary Kubiak anunciou sua aposentadoria devido a problemas de saúde. O novo treinador Vance Joseph manteve Sanders e Demaryius Thomas como wide receivers titulares no começo da temporada regular.
Em 17 de setembro de 2017, Sanders teve seis recepções para 62 jardas e dois touchdowns na vitória por 42-17 contra o Dallas Cowboys. Na semana seguinte, ele recebeu sete passes para 75 jardas, enquanto os Broncos perderam por 26-16 no Buffalo Bills. Ele torceu o tornozelo durante o terceiro quarto da derrota da semana 6 contra o New York Giants e perdeu os dois jogos seguintes (semanas 7-8).
Na semana 10, Sanders conseguiu seis passes para 137 jardas durante uma derrota por 41-16 para o New England Patriots. Ele foi afastado dos últimos dois jogos da temporada (semanas 16-17) depois de sofrer outra lesão no tornozelo.
Ele terminou sua oitava temporada com 47 recepções para 555 jardas e dois touchdowns em 12 jogos. Em sua única temporada sob o comando do coordenador ofensivo Mike McCoy, Sanders teve seus números mais baixos da carreira desde que chegou em Denver. A Pro Football Focus deu a Sanders uma nota geral de 70,7, que ficou em 64º entre todos os wide receivers em 2017.

#### 2018
Sanders começou a temporada com 10 recepções para 135 jardas e um touchdown em uma vitória sobre o Seattle Seahawks. Na semana 6, contra o Los Angeles Rams, ele teve sete recepções para 115 jardas e um touchdown.
Na semana 7, no Thursday Night Football, Sanders lançou um passe para touchdown para Courtland Sutton e teve seis recepções para 102 jardas, incluindo um touchdown de 64 jardas, em uma vitória por 45-10 sobre o Arizona Cardinals, ganhando o prêmio de Jogador Ofensivo da Semana da AFC.
Em 5 de dezembro, Sanders sofreu uma lesão no tendão de Aquiles, terminando sua temporada. No geral, Sanders terminou a temporada de 2018 com 71 recepções para 868 jardas e quatro touchdowns.

### Estatísticas de carreira
| Temporada | Equipe   | Jogos | Recebendo | Recebendo | Recebendo | Recebendo | Recebendo |
| Temporada | Equipe   | Jogos | Rec       | Jds       | Média     | TDs       | Longo     |
| --------- | -------- | ----- | --------- | --------- | --------- | --------- | --------- |
| 2010      | COVA     | 13    | 28        | 376       | 13,4      | 2         | 35        |
| 2011      | COVA     | 11    | 22        | 288       | 13,1      | 2         | 32        |
| 2012      | COVA     | 16    | 44        | 626       | 14,2      | 1         | 37        |
| 2013      | COVA     | 16    | 67        | 740       | 11,0      | 6         | 55E       |
| 2014      | DEN      | 16    | 101       | 1 404     | 13,9      | 9         | 48        |
| 2015      | DEN      | 15    | 76        | 1 135     | 14,9      | 6         | 75E       |
| 2016      | DEN      | 16    | 79        | 1 032     | 13,1      | 5         | 64        |
| 2017      | DEN      | 12    | 47        | 555       | 11,8      | 2         | 38        |
| 2018      | DEN      | 12    | 71        | 868       | 12,2      | 4         | 64E       |
| Carreira  | Carreira | 127   | 535       | 7 024     | 13,1      | 37        | 75        |

Fonte:

## Vida pessoal
A mãe de Sanders, Stephanie Sanders, morreu aos 41 anos em 2011. Ele tem duas irmãs mais novas.
Em 2013, ele ficou noivo de Gabriella Waheed. Juntos, eles têm dois filhos, Princeton (nascido em 2014) e Zoie (nascido em 2016).